# Guraghé
I guraghé sono un insieme di popoli che vivono nel sud-ovest dell'Etiopia, nella Regione delle Nazioni, Nazionalità e Popoli del Sud. Professano la religione islamica e cristiana. Emdeber è sede di un'Eparchia cattolica. In Ethiopia sono conosciuti come abili e capaci commercianti , bravi e veloci nei conti matematici , infaticabili nel gestire le loro attività commerciali .  Altre caratteristiche loro riconosciute sono " l 'estrema parsimonia nello spendere denari " e l'abilità nel trattare gli affari , di qualsiasi tipo ed entità. Qualcuno dice che possano essere una delle dieci tribù scomparse , al pari dei loro cugini felascià , del nord Ethiopia. La quasi totalità di questi ultimi fu aviotrasportata in Israele con l'operazione Moshe. In diverse famiglie guraghe esiste l'usanza di accendere candele il venerdì e posizionarle in un sito riparato di una stanza della casa.
Secondo il censimento del 1994, i guraghé rappresentano il 4,3% della popolazione etiopica.